# In nome del cielo
In nome del cielo (Under the Banner of Heaven) è una miniserie televisiva statunitense creata da Dustin Lance Black e basata sul romanzo Under the Banner of Heaven: A Story of Violent Faith di Jon Krakauer. La miniserie è stata distribuita dal 28 aprile al 2 giugno 2022 su FX on Hulu.
In Italia la miniserie è resa disponibile il 31 agosto 2022 su Disney+, come Star Original.

## Trama
La fede del detective della polizia Jeb Pyre viene scossa quando indaga sull'omicidio di una madre mormone e della sua bambina che sembra coinvolgere la Chiesa di Gesù Cristo dei santi degli ultimi giorni.

## Personaggi e interpreti

### Principali
- Jeb Pyre, interpretato da Andrew Garfield, doppiato da Lorenzo De Angelis.
Detective dei santi degli ultimi giorni del dipartimento di polizia di East Rockwell, Utah che indaga sulla morte di Brenda e di sua figlia.
- Ron Lafferty, interpretato da Sam Worthington, doppiato da Francesco Pezzulli.
Proprietario di una ditta di costruzioni e marito di Dianna.
- Brenda Lafferty, interpretata da Daisy Edgar-Jones, doppiata da Giulia Franceschetti.
Aspirante conduttrice e moglie di Allen.
- Dianna Lafferty, interpretata da Denise Gough, doppiata da Selvaggia Quattrini.
Moglie di Ron.
- Dan Lafferty, interpretato da Wyatt Russell, doppiato da Stefano Crescentini.
Chiropratico e marito di Matilda.
- Allen Lafferty, interpretato da Billy Howle, doppiato da Flavio Aquilone.
Piastrellista e marito di Brenda.
- Matilda Lafferty, interpretata da Chloe Pirrie, doppiata da Eva Padoan.
Moglie di Dan.
- Robin Lafferty, interpretato da Seth Numrich, doppiato da Marco Vivio.
Chiropratico e marito di Lynn.
- Rebecca Pyre, interpretata da Adelaide Clemens, doppiata da Valentina Favazza.
Moglie di Jeb.
- Samuel Lafferty, interpretato da Rory Culkin, doppiato da Gabriele Patriarca.
Marito di Sarah.
- Josie Pyre, interpretata da Sandra Seacat, doppiata da Graziella Polesinanti.
Madre di Jeb che soffre di demenza.
- Bill Taba, interpretato da Gil Birmingham, doppiato da Dario Oppido.
Detective Paiute e collega di Jeb.

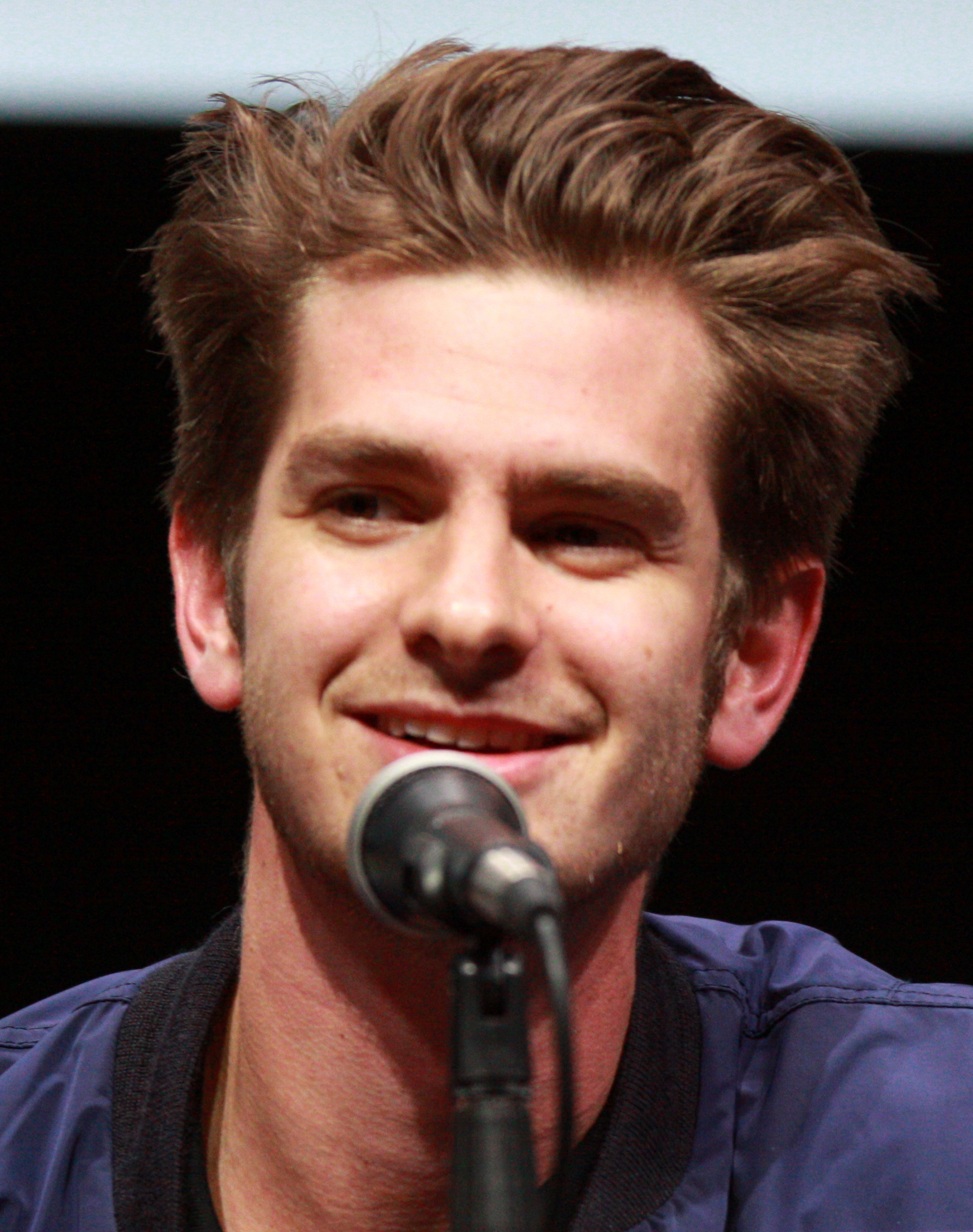
Andrew Garfield
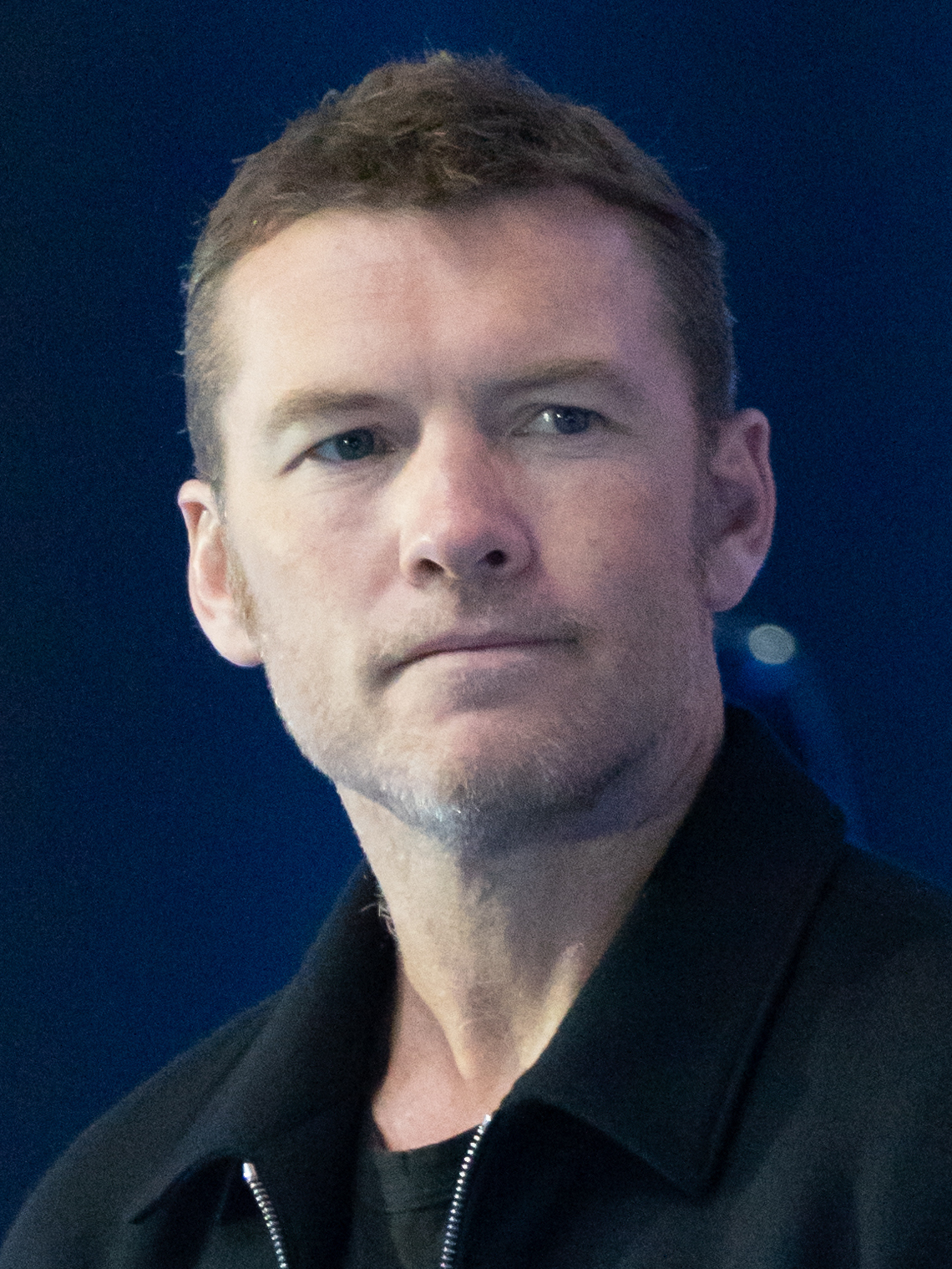
Sam Worthington
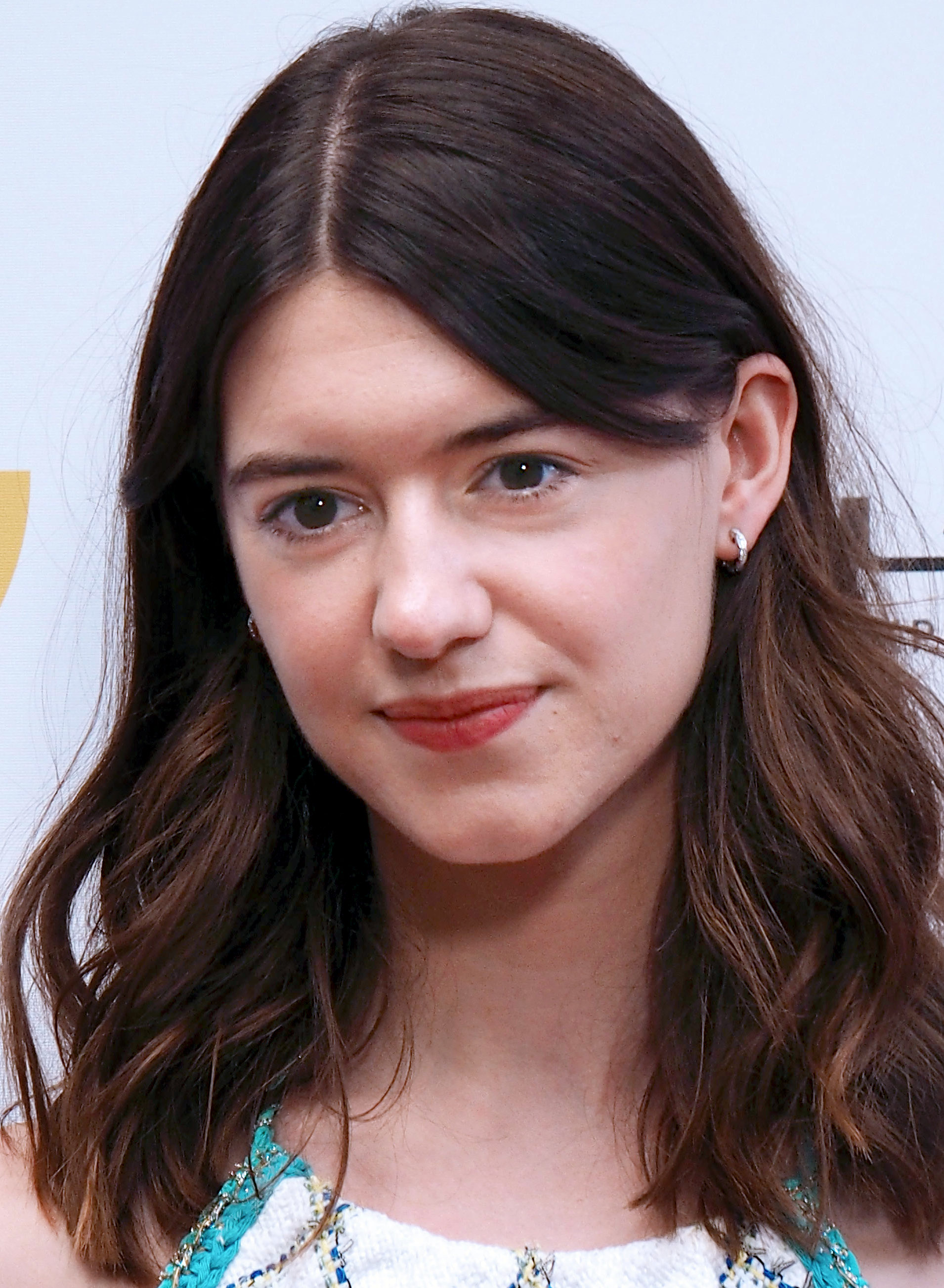
Daisy Edgar-Jones
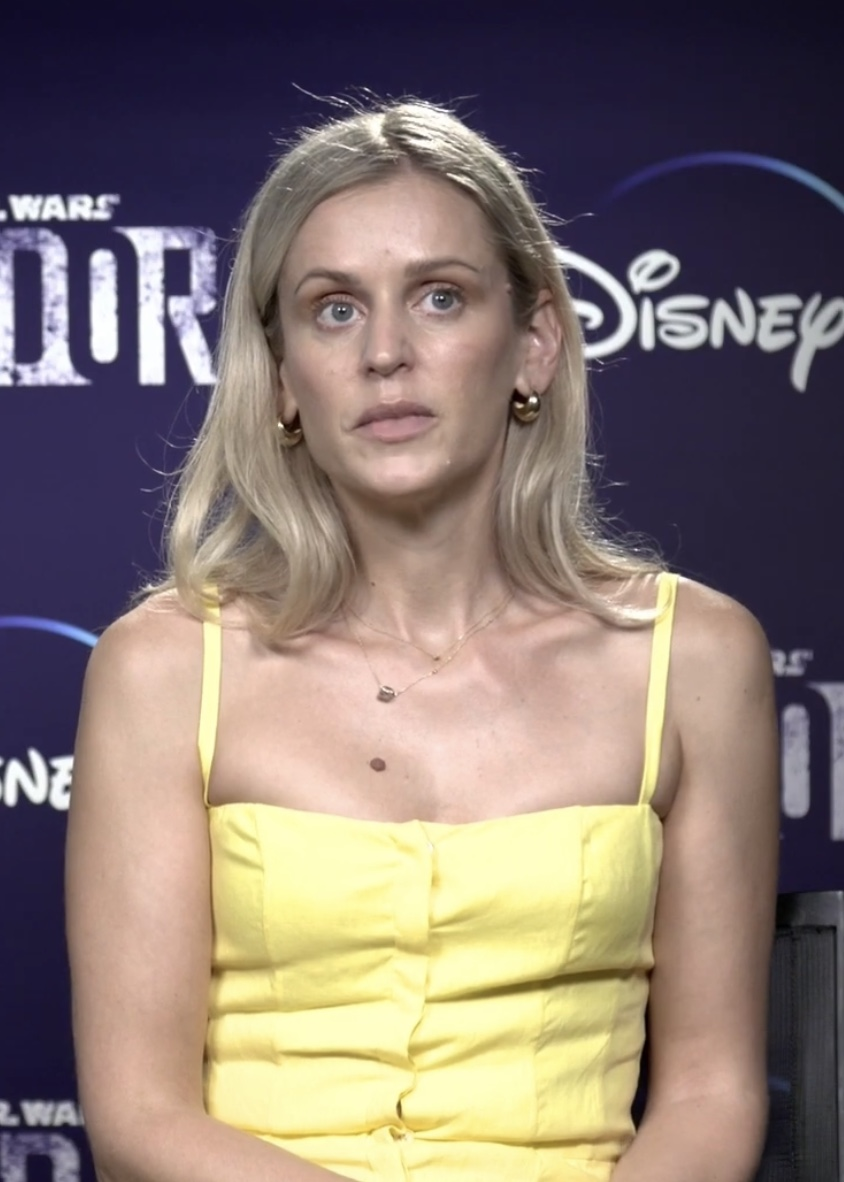
Denise Gough
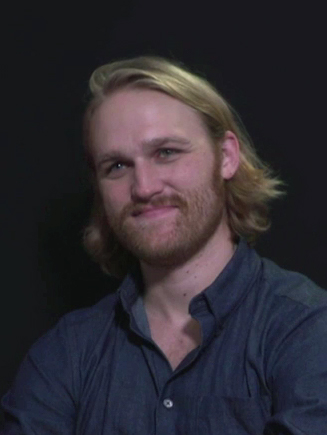
Wyatt Russell
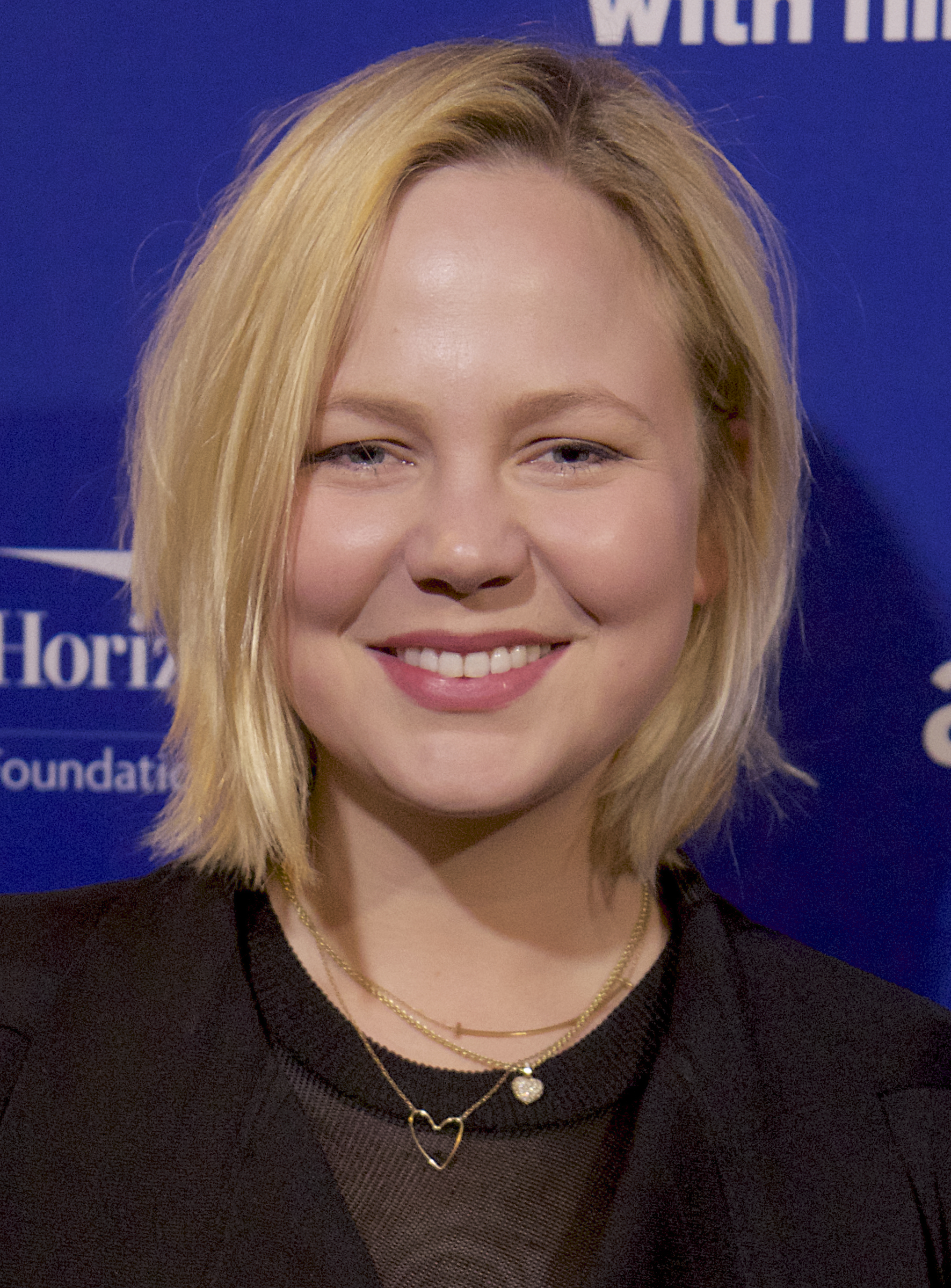
Adelaide Clemens
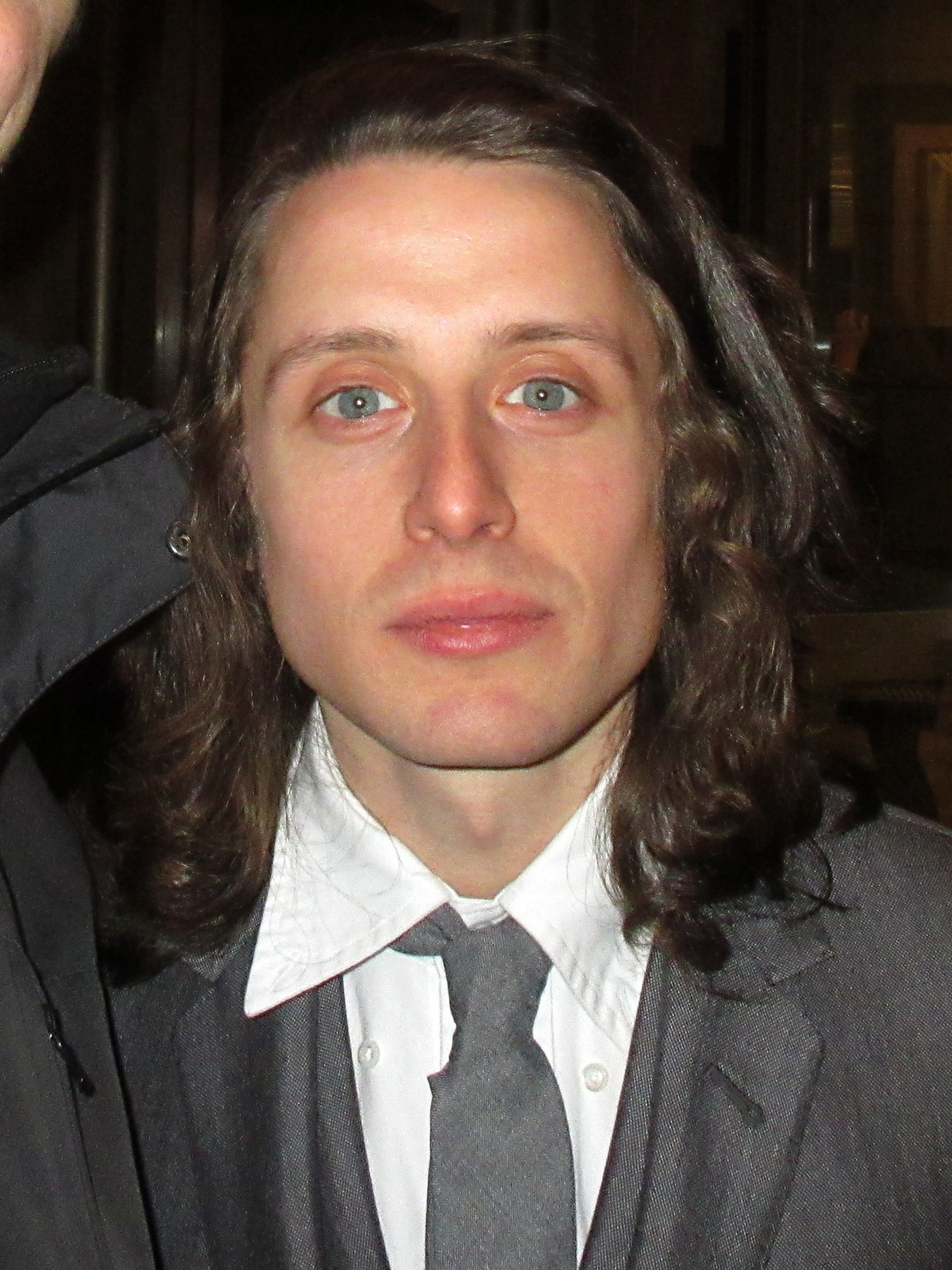
Rory Culkin

### Ricorrenti
- Ammon Lafferty, interpretato da Christopher Heyerdahl, doppiato da Ambrogio Colombo.
Patriarca della famiglia Lafferty e marito di Doreen.
- Sig. Wright, interpretato da Darren Goldstein, doppiato da Pierluigi Astore.
- Joseph Smith, interpretato da Andrew Burnap, doppiato da Marco Barbato.
- Emma Smith, interpretata da Tyner Rushing, doppiata da Valentina De Marchi.
- Doreen Lafferty, interpretata da Megan Leitch, doppiata da Cinzia De Carolis.
Moglie di Ammon e madre di Ron, Dan, Robin, Jacob, Samuel e Allen.
- Lynn Lafferty, interpretata da Michele Wienecke.
Moglie di Robin.
- Sarah Lafferty, interpretata da Britt Irvin.
Moglie di Samuel.
- Jacob Lafferty, interpretato da Taylor St. Pierre.
Figlio autistico di Ammon e Doreen.
- Brigham Young, interpretato da Scott Michael Campbell, doppiato da Alessandro Ballico.

## Produzione
Inizialmente destinato ad essere adattato come film a partire dal 2011, nel giugno 2021 è stato annunciato che sarebbe stato sviluppato come una miniserie, con Dustin Lance Black come sceneggiatore e David Mackenzie come regista. Andrew Garfield e Daisy Edgar-Jones sono stati scelti successivamente per i ruoli principali. Il cast è stato completato ad agosto dello stesso anno, con Sam Worthington, Wyatt Russell, Denise Gough e Gil Birmingham tra le nuove aggiunte.
Le riprese in Alberta sono iniziate nell'agosto 2021 e sono state completate nel dicembre 2021.

## Distribuzione
Il primo episodio della miniserie è stato pubblicato il 28 aprile 2022 sulla piattaforma streaming statunitense Hulu, attraverso l'hub FX on Hulu.
In Italia la miniserie è resa disponibile a partire dal 31 agosto su Disney+, come Star Original.

## Accoglienza

### Critica
La serie è stata accolta in maniera positiva dalla critica. L'aggregatore di recensioni Rotten Tomatoes ha un indice di gradimento del 86% basato su 49 recensioni, con un voto medio di 7,4 su 10; il consenso critico del sito recita: “Mentre In nome del cielo si impantana da una sovrabbondanza di retroscena, la sua linea procedurale è arricchita da un'introspezione riflessiva sulla fede personale.“ Metacritic, invece, ha dato alla serie un punteggio pari a 71 su 100, basato su 43 recensioni.

## Riconoscimenti
- 2023 – Golden Globe[10]
  - Candidatura per miglior attore protagonista in una mini-serie o film per la televisione a Andrew Garfield
  - Candidatura per la miglior attrice non protagonista in una serie a Daisy Edgar-Jones

- 2023 – Critics' Choice Awards[11]
  - Candidatura per la miglior miniserie TV
  - Candidatura per miglior attore protagonista in una miniserie o film TV a Andrew Garfield

- 2022 - Premio Emmy[12]
  - Candidatura al miglior attore protagonista in una miniserie o film a Andrew Garfield